# Ешілхатой
Ешілхатой (рос. Эшилхатой) — село у Веденському районі Чечні Російської Федерації.
Населення становить 406 осіб. Входить до складу муніципального утворення Веденське сільське поселення.

## Історія
Згідно із законом від 20 лютого 2009 року органом місцевого самоврядування є Веденське сільське поселення.

## Населення
| 1990 | 2002 | 2010 |
| ---- | ---- | ---- |
| 320  | ↘247 | ↗406 |